# Torsby kommun
Torsby kommun er en kommune i Värmlands län, Sverige med 12.000 indbyggere (2006).
60°08′00″N 13°00′00″Ø / 60.133333333333°N 13°Ø